# Brain Games
Brain Games est une série de télé-réalité qui propose l'exploration de différents aspects du cerveau humain. Présentée par Jason Silva, l'émission fait appel à des experts en sciences cognitives, neurosciences et psychologie. L'émission est interactive, encourageant les téléspectateurs à participer à des expériences, ou à des "jeux de cerveau", qui soulignent les principaux points présentés dans chaque épisode. La série a débuté sur la chaîne National Geographic Channel en 2011. Neil Patrick Harris était le narrateur de la première saison.
En France, les saisons 1, 2, 3 et 4 sont disponibles en SVOD sur Netflix depuis le 15 mars 2017. Comme pour la diffusion sur National Geographic Channel en France, l'épisode 5 de la saison 3 est non diffusée. Jason Silva est doublé en français par Benoît Rivillon.

## Participants

### Principales
- Jason Silva - Présentateur (depuis la saison 2)
- Apollo Robbins - Spécialiste de l'usurpation
- Eric LeClerc – Illusioniste
- Max Darwin – Illusioniste
- Shara Ashley Zeiger - Improvisateur
- Bill Hobbs - Auteur
- Jordan Hirsch - Improvisateur
- Amanda Hirsch - Improvisateur
- Ben Baily – Comédien

### Récurrents / Invités
- Alex Todorov - Spécialiste des mécanismes cognitifs et neuronaux de la perception sociale et de la cognition sociale
- Amy Bastian - Professeur de neurosciences
- Andrei Jikh - Manipulateur des cartes (Saison 4 épisode 9)
- Arthur "Art" Shapiro – Scientifique de la vision et créateur d'illusions visuelles
- Brady Barr - Herpétologiste
- Brian Scholl - Expert de l'attention
- Coren Apicella – Psychologue
- Chess Stetson – Expert de la perception du temps
- Dan Simmons - Écrivain
- Frans De Waal – Psychologue, primatologue et éthologue
- Forrest Griffin - Pratiquant professionnel de MMA (Saison 3 épisode 8)
- Helen Fisher - Anthropologiste
- Jay Painter – Comédien (Saison 2 épisode 5)
- Jim Coan – Psychologue
- Jonah Berger – Professeur agrégé de marketing
- Joshua Ackerman - Psychologue de l'évolution sociale
- Kamran Fallahpour – Psychologue clinicien
- Karen Wynn - Professeur de psychologie
- Laurie Santos - Professeur de psychologie
- Mark Changizi – Neurobiologie théorique
- Michael Bisping - Pratiquant professionnel de MMA (Saison 3 épisode 8)
- Rhoda Boone - Artiste alimentaire (Saison 4 épisode 7)
- Sara Mednick - Auteur et assistante de professeur
- Scott Barry Kaufman - Psychologue, auteur
- Shankar Vedantam – Spécialiste des face caché du cerveau
- Sri Sarma – Professeur assistant
- Steve Schirripa - Humoriste et acteur (Saison 2 épisode 12)
- Susan Carnell - Professeur assistant
- Suzanne Dikker - Spécialiste de neuroscience cognitive

## Émissions
| Saison | Saison             | Épisodes | Début            | Fin              |
| ------ | ------------------ | -------- | ---------------- | ---------------- |
|        | 01                 | 3        | 9 octobre 2011   | 9 octobre 2011   |
|        | 02                 | 12       | 22 avril 2013    | 24 juin 2013     |
|        | 03                 | 11       | 13 janvier 2014  | 24 mars 2014     |
|        | 04                 | 10       | 14 juillet 2014  | 25 août 2014     |
|        | Hors saison (2014) | 2        | 5 septembre 2014 | 5 septembre 2014 |
|        | 05                 | 10       | 19 janvier 2015  | 16 mars 2015     |
|        | 06                 | 6        | 28 juin 2015     | 29 juin 2015     |
|        | 07                 | 6        | 14 février 2016  | 20 mars 2016     |

### Saison 1 (2011)
| Numéro d'épisode | Titre original | Titre français   | Date de diffusion |
| ---------------- | -------------- | ---------------- | ----------------- |
| 01               | Watch This     | La perception    | 9 octobre 2011    |
| 02               | Pay Attention! | La concentration | 9 octobre 2011    |
| 03               | Remember This  | La mémoire       | 9 octobre 2011    |

### Saison 2 (2013)
| Numéro d'épisode | Titre original      | Titre français           | Date de diffusion |
| ---------------- | ------------------- | ------------------------ | ----------------- |
| 01               | Focus Pocus         | Focus Pocus              | 22 avril 2013     |
| 02               | It's About Time     | C'est l'heure !          | 22 avril 2013     |
| 03               | Motion Commotion    | Action, réaction         | 29 avril 2013     |
| 04               | Don't Be Afraid     | Pas de panique !         | 29 avril 2013     |
| 05               | Power of Persuasion | Pouvoir de persuasion    | 6 mai 2013        |
| 06               | What You Don't Know | Ce que vous ne savez pas | 13 mai 2013       |
| 07               | Battle of the Sexes | La lutte des sexes       | 20 mai 2013       |
| 08               | Seeing is Believing | Voir c’est croire        | 27 mai 2013       |
| 09               | You Decide          | A vous de décider        | 3 juin 2013       |
| 10               | Use it or Lose it   | Petits exercices         | 10 juin 2013      |
| 11               | Illusion Confusion  | Super pouvoir            | 17 juin 2013      |
| 12               | Liar, Liar          | Menteur, menteur         | 24 juin 2013      |

### Saison 3 (2014)
| Numéro d'épisode | Titre original     | Titre français            | Date de diffusion |
| ---------------- | ------------------ | ------------------------- | ----------------- |
| 01               | Battle of the Ages | La guerre des générations | 13 janvier 2014   |
| 02               | In Living Color    | La vie en couleur         | 13 janvier 2014   |
| 03               | What's Going On?   | Où suis-je ?              | 20 janvier 2014   |
| 04               | Trust Me           | La confiance              | 20 janvier 2014   |
| 05               | Laws of Attraction | Les lois de l'attraction  | 27 janvier 2014   |
| 06               | Stress Test        | Le stress                 | 3 février 2014    |
| 07               | In It To Win It    | Mauvais perdant !         | 24 février 2014   |
| 08               | Brain Reboot       | Mise à jour               | 3 mars 2014       |
| 09               | Let's Get Physical | L'esprit du corps         | 10 mars 2014      |
| 10               | Follow The Leader  | Meneur ou suiveur         | 17 mars 2014      |
| 11               | Food For Thought   | Matière à réflexion       | 24 mars 2014      |

### Saison 4 (2014)
| Numéro d'épisode | Titre original        | Titre français           | Date de diffusion |
| ---------------- | --------------------- | ------------------------ | ----------------- |
| 01               | Compassion            | La compassion            | 14 juillet 2014   |
| 02               | Addiction             | L'addiction              | 14 juillet 2014   |
| 03               | Language              | Dites ce que vous pensez | 21 juillet 2014   |
| 04               | Risk                  | Un jeu dangereux         | 21 juillet 2014   |
| 05               | Battle of the Sexes 2 | La guerre des sexes 2    | 28 juillet 2014   |
| 06               | Superstitions         | La superstition          | 28 juillet 2014   |
| 07               | Food                  | Alimentation             | 4 août 2014       |
| 08               | Anger                 | La colère                | 11 août 2014      |
| 09               | Patterns              | Les habitudes            | 18 août 2014      |
| 10               | Intuition             | L'intuition              | 25 août 2014      |

### Hors saison (2014)
| Numéro d'épisode | Titre original | Titre français       | Date de diffusion |
| ---------------- | -------------- | -------------------- | ----------------- |
| 1                | Mind vs Body   | Le corps et l'esprit | 5 septembre 2014  |
| 2                | Brain Trust    | Les experts          | 5 septembre 2014  |

### Saison 5 (2015)
| Numéro d'épisode | Titre original | Titre français          | Date de diffusion |
| ---------------- | -------------- | ----------------------- | ----------------- |
| 01               | Common Sense   | Le sens commun          | 19 janvier 2015   |
| 02               | Left vs. Right | Droite vs gauche        | 19 janvier 2015   |
| 03               | Morality       | La moralité             | 26 janvier 2015   |
| 04               | Money          | L'argent                | 2 février 2015    |
| 05               | Paranormal     | Le paranormal           | 9 février 2015    |
| 06               | Memory         | La mémoire              | 16 février 2015   |
| 07               | Misconceptions | Les idées reçues        | 23 février 2015   |
| 08               | Peer Pressure  | Sous influence          | 2 mars 2015       |
| 09               | Logic          | Une question de logique | 9 mars 2015       |
| 10               | Faces          | Le vrai visage          | 16 mars 2015      |

### Saison 6 (2015)
| Numéro d'épisode | Titre original    | Titre français       | Date de diffusion |
| ---------------- | ----------------- | -------------------- | ----------------- |
| 01               | Positive Thinking | Pensées positives    | 28 juin 2015      |
| 02               | Scams             | Les arnaques         | 28 juin 2015      |
| 03               | Sleep             | Le sommeil           | 28 juin 2015      |
| 04               | Perspective       | En perspective       | 28 juin 2015      |
| 05               | Animal vs. Human  | Humain contre animal | 29 juin 2015      |
| 06               | Imagination       | L'imagination        | 29 juin 2015      |
| 07               | Try this at home  | Petits exercices 2   | 29 juin 2015      |

### Saison 7 (2016)
Pour cette saison, l'émission change de durée, elle passe à 40 minutes. Jason Silva s'associe également à des neuroscientifiques pour mieux comprendre le comportement humain.
| Numéro d'épisode | Titre original        | Titre français       | Date de diffusion |
| ---------------- | --------------------- | -------------------- | ----------------- |
| 01               | Meet the Brain        | La carte du cerveau  | 14 février 2016   |
| 02               | The God Brain         | Le dieu cerveau      | 21 février 2016   |
| 03               | Brains Behaving Badly | Mauvaises influences | 28 février 2016   |
| 04               | Life of the Brain     | La vie du cerveau    | 3 mars 2016       |
| 05               | Super Senses          | Super sens           | 13 mars 2016      |
| 06               | The Survivor Brain    | L'instinct de survie | 20 mars 2016      |